# Аувере
А́увере (эст. Auvere, нем. Ampfer) — деревня в муниципалитете Нарва-Йыэсуу уезда Ида-Вирумаа.
До административной реформы местных самоуправлений Эстонии 2017 года Аувере входила в состав упразднённой волости Вайвара.

## Географическое положение
Деревня расположена в восточной части уезда Ида-Вирумаа, к северо-западу от Нарвского водохранилища. Через деревню проходит дорога № 13145 Хийеметса—Аувере. Северную границу деревни образует построенная в 1870 году из Санкт-Петербурга в Ревель и Балтийский порт Балтийская железная дорога.

## Число жителей
По данным переписи населения 2011 года в Аувере проживали 13 человек, эстонцев среди них не было.
По состоянию на 1 января 2012 года в Аувере насчитывалось 22 жителя.
По состоянию на 1 января 2019 года в деревне было зарегистрировано 43 жителя.

## История
Первое упоминание об Аувере датируется 1361 годом (Ampfer). В письменных источниках 1489 года упоминается Ameveir (деревня), 1583–1589 годов — Amwierby, 1796 года — Ampfer.
В шведский период в Аувере появилась мыза, которую в 19-м столетии выкупили хуторяне Юри Тамм (Jüri Tamm) и Михкель Циммерманн (Mihkel Zimmermann). В 1864 году в деревне появилась первая школа, а в 1872 году освятили здание железнодорожного вокзала, который в царское время назывался станция Корф. В 1980 году историческое здание вокзала было снесено. 
В 1960-е годы в Аувере построили Эстонскую электростанцию на сланце, которая в 1973 году вышла на полную мощность. 4 мая 2012 года был установлен краеугольный камень «Электростанции Аувере» (Auvere Elektrijaam), мощностью 300 МВт, которая вступила в строй летом 2018 года.